# Jaromír Václav Šmejkal
Jaromír Václav Šmejkal (14. listopadu 1902 Nusle – 27. prosince 1941 koncentrační tábor Mauthausen) byl český spisovatel, textař a novinář.

## Život
Jaromír Václav Šmejkal se narodil v Nuslích u Prahy v rodině železničního inženýra Františka Šmejkala (1875–??) a matky Marie, rozené Brzákové (1880–??). Maturoval na reálném gymnáziu v Českých Budějovicích v roce 1922.
Dobrodružná povaha se projevila cestováním po Turecku a balkánských zemích, které navštěvoval od roku 1923. Po získání kontaktů byl od roku 1924 v diplomatických službách (např. sekretářem bulharského velvyslance či dragomanem, tj. prominentním překladatelem, tureckého velvyslanectví).
V roce 1926 pracoval v Českém slovu, později v dalších listech. Jako novinář pobýval často v zahraničí, zejména ve Francii a severní Africe. V letech 1936–1937 byl zpravodajem ve španělské občanské válce. Od roku 1939 byl vedoucím redaktorem nedělní přílohy Venkova. Publikoval časopisecky i knižně, spolupracoval s rozhlasem.

### Smrt v Mauthausenu
Na podzim roku 1941 byl zatčen a převezen do koncentračního tábora Mauthausen. Příčinou byl dle dostupných zdrojů nearijský původ jeho manželky. Koncentrační tábor nepřežil a byl zde krátce po příjezdu ubit.
Jeho žena Kamila Šmejkalová (6. 1. 1904–1944) a syn Miroslav Šmejkal (15. 8. 1938–1944) zahynuli o tři roky později v Osvětimi.

## Dílo
Používal různé pseudonymy jako Petr Stráž a Václav Brázda, především knihy publikoval pod svým jménem.
Jeho prozaická tvorba byla ovlivňována exotikou (Byla to dobrá loď, Dcery mořských vlků), ktrou doplňoval historickými či aktuálními poznatky (Jsem občanka římská, Smečka jižního pólu). Práci z českého prostředí předcházelo bádání v archivech a dokumentární příprava (Josefa a Josefina, Flekovská historie, Píseň písní národu českého). Šmejkal označoval žánr, který mu byl nejbližší, za genografický. Měl tím na mysli beletrizovanou kombinaci různých údajů biografických, historických a jiných.

### Próza
- Poutníkovy písně lásky (Praha, J. V. Šmejkal, 1924)
- Flekovská historie (Praha, V. Brtník, 1927); o pražském pivovaru a pivnici U Fleků
- Milenec Nipponu (tři lásky Joe Hlouchy, v Praze, Zemědělské knihkupectví A. Neubert, 1931)
- Píseň písní národu českého (V Praze, A. Neubert, 1935); monografie o české hymně[5]
- Děvče z přístavu : román terr’neuvský / J.V. Šmejkal Šmejkal, Jaromír Václav, 1902-1941 V Praze : Šolc a Šimáček, 1936)
- Baskické listy z kraje Ramuntchova (s obálkovou kresbou Jana Doležala a ilustracemi od Martina Elso, Philippe Veyrina, Jacques Le Tanneura, Marjorie Gallopové a R. Baudichona a s původními fotografiemi autora i jiných, Praha, Edice dálných ozvěn, 1937)
- Půlnoční fantomy (Praha, Edice dálných ozvěn, 1937)
- Jsem občanka římská (v Praze, A. Neubert, 1939); sci-fi pointa, krásná žena 2000 let stará, přežila Pompeje v r.79 b.C.
- Kormidlo a whisky (básně/písňové texty, s kresbami Jana Černého, v Praze, Edice dálných ozvěn, 1940)[6]
- Byla to dobrá loď (dobrodružný román, v Praze, Nová osvěta, 1946); o zmizení lodi Mary Celeste

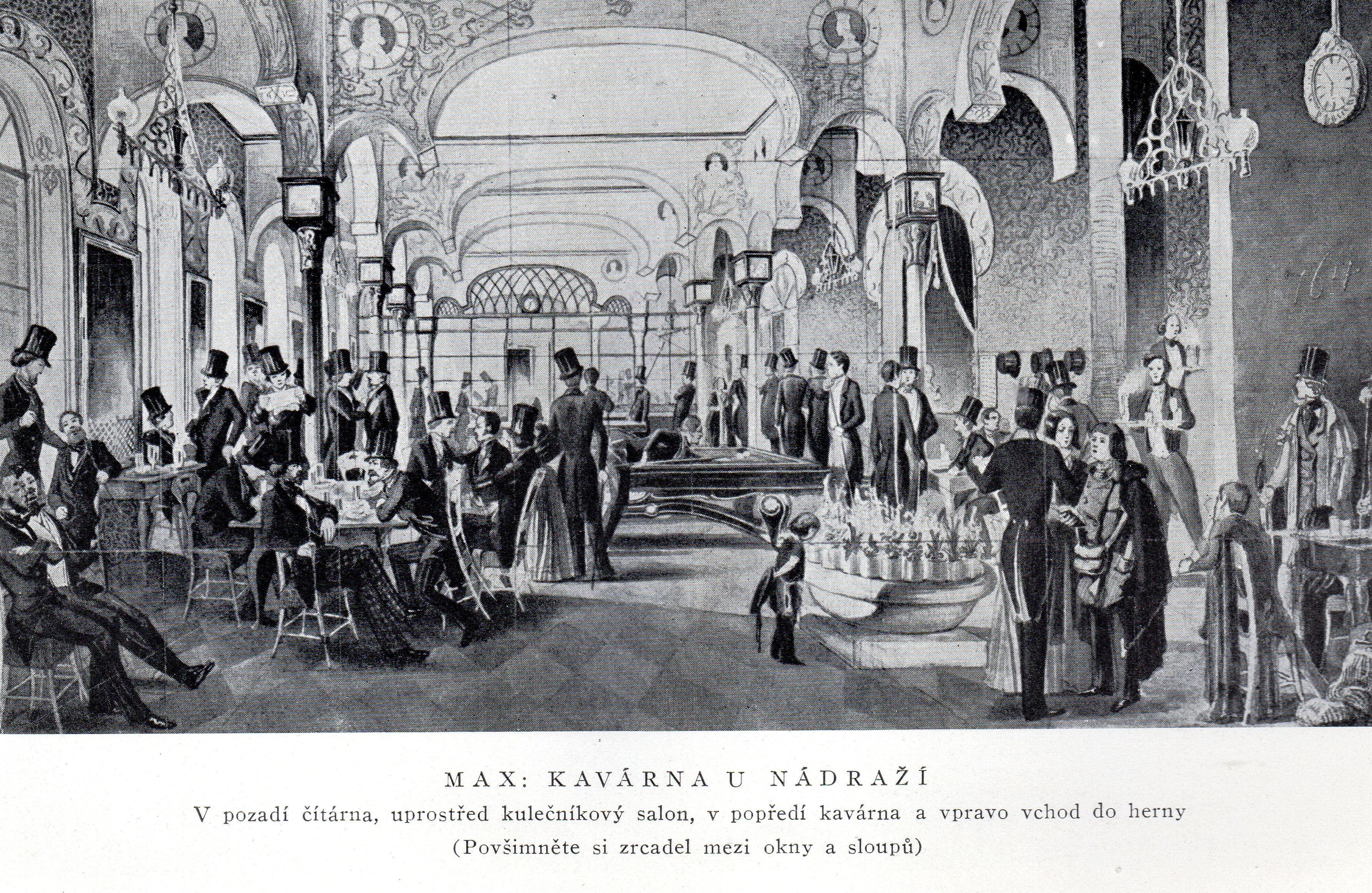
Gabriel(?) Max: Kavárna u nádraží, dobová ilustrace knihy

- Nedokončená staropražská trilogie Josefa a Josefina
  - Kavárna u nádraží (1808-1847) (kresby podle dobových obrazů provedl Vojtěch Kubašta, v Praze, Nakladatelství J. Otto, společnost s r.o., 1941); osud Josefy Heichenwalderové, první pražské kavárnice
  - Mánesova Josefina (1848-1855) (Praha, J. Otto, 1947); příběh Josefiny Lustigové, rozené Heichenwalderové, údajného modelu Mánesova obrazu
  - Dcera národa (příběh dcery Karla Havlíčka Borovského, nedokončeno, nevydáno)

### Texty k hudebninám
Šmejkalovy texty k některým trampským písním jsou populární dodnes. Tiskem vyšly v letech 1930-1947 následující písně:
- Píseň polárních vlků (píseň Byrdovy expedice z románu J. V. Šmejkala „Smečka jižního pólu“, hudba Zdenko Bayer, Praha, J. Gollwell, c1930)
- Basaři z Turecka (Hrajem holkám u sultána, původní oblíbené duetto, od Šmejkala a Kinzla, Praha, Jos. Šváb, 1932?)
- Vlny Orinoka (On the Orinoco river, tango, hudba Zdenko Bayer, Praha, J. Švehla, 1932 a 1933)
- Yo - Yo (foxtrot, hudba Zdenko Bayer, Praha, J. Švehla, c1932)
- Dáš, nedáš? (sousedský valčík, hudba J. Kumok, Praha, Z. Vlk, 1933)
- Děvčátko z Waikiki (The girl of Waikiki, slova i hudba J. V. Šmejkal, Praha, Z. Vlk, 1933)
- Good by (fox z filmu "Diagnosa X", hudba Josef Stelibský, Praha, E. J. Rosendorf, c1933)
- Kdybych směl říc´ (waltz, hudba Zdenko Bayer, Praha, Editional Continental, 1933)
- Konvalinky (valčík z filmu "Diagnosa X", hudba Josef Stelibský, Praha, E. J. Rosendorf, c1933)
- Poljana (Pollyanna, hudba Josef Kumok, Praha, Z. Vlk, 1933)
- Satanella (píseň a tanganilla, hudba Zdenko Bayer, Praha, J. Švehla, c1933)
- Sirény vábí, polnice volá (tango-march, hudba Zdenko Bayer, Praha, Edition Continental, 1933)
- Tango Kavalír (tango ze zvukového filmu "Diagnosa X", hudba Josef Stelibský, Praha, E. J. Rosendorf, 1933)
- Yo-yo (foxtrot, hudba Zdenko Bayer, Praha, J. Švehla, 1933)
- Cowboy z Cherokee (Take me back to my boots and saddle, hudba Teddy Powell, Praha, Z. Vlk, 1935)
- Šanhaj už spí (slow-fox, hudba B. Hill, Praha, Z. Vlk, 1935)
- V Kentucky, tam je srdce mé (Under blue, sunny Arizona’s skies, hudba, Douglas Wilson, 1935)
- Cowboy z Cherokee (foxtrot, hudba Teddy Powell, Praha, Zdeněk Vlk, 1935)
- V Kentucky, tam je srdce mé (Under blue, sunny Arizona’s skies, hudba Douglas Wilson, Praha, Z. Vlk, 1936)
- Bílý jezdec (swing, hudba Jan Volkov, Praha, Z. Vlk, 1937)
- Budiž jen, připraven! (píseň z filmu "Beethovenův koncert", hudba Izák Dunajevskij, Praha, Z. Vlk, 1937)
- Pochod sportovců (píseň ze zvukového ruského sportovního filmu "Brankáři", hudba Izák Dunajevskij, Praha, Z. Vlk, 1937)
- Volha a srdce (Srdce trpí, slzy kanou) (píseň ze zvukového ruského sportovního filmu "Brankář", Praha, Z. Vlk, 1937)
- Hajej, hou hou (píseň z filmu "Líza Irovská", hudba Josef Dobeš, Praha, R. A. Dvorský, 1938)
- Kavárna hříchů (tango z filmu Vyděrač : slova L. Brom ; Romance dvou srdcí : píseň a tango z filmu : Líza Irovská : slova J.V. Šmejkal / Josef Dobeš ; arr. F.A. Tichý Dobeš, Josef, 1885-1957 Praha : Dvorský, 1938)
- Modré nebe (romance, hudba Joe Rixner, Praha, Z. Vlk, 1938)
- Romance dvou srdcí (tango a píseň z filmu "Líza Irovská", hudba Josef Dobeš, Praha, R. A. Dvorský, 1938)
- Zdál se mi sen (studentské tango z revuální operety "Venuše na kolečkách", hudba Břetislav Diviš, Praha, Z. Vlk, 1938)
- Zpívejte se mnou (valčíková píseň z filmu "Líza Irovská", hudba Josef Dobeš, Praha, Dvorský, 1938)
- Vím, že tě nepřivolám (Avant de mourir, Georges Boulanger, úprava pro klavír a zpěv Walter Schütt, Praha,Zdeněk Vlk, 1939, 1947 a 1948)
- Dudácká polka (Když ti milá trucovala) (hudba Rudolf Kubín, Praha, Fr. Kudelík, 1940)
- Sběratelé starožitností (žertovné dueto, napsali Šmejkal a Kinzl, pro nové rozmnožené vydání upravil Josef Šváb-Malostranský, Praha, Jos. Šváb, 1940)
- Dudácká polka (hudba Rudolf Kubín, instr: Sláva Mach, Praha, Fr. Kudelík, 1941?)
- Jitřní píseň (hudba Guido Massané, Praha, Z. Vlk, 1941)
- Písničky panny Márinky (nové a původní písně staropražské a starosvětské, s kresbami Františka Tučky, Praha, M. Urbánek, 1941)
- Ay! Ay! Ay! (Serenata criola, Asman Perez Freire, Praha, Z Vlk, 1942, 1943 a 1944)
- La paloma (hudba Sebastián de Yradier, Praha, Z. Vlk, 1942 a 1944)
- Aloha oe! (havajská hymna a píseň, hudba Q. Liliukolani, upravil Jan Volkov, Praha, Z. Vlk, 1942 a 1947)

### Překlady
- Mé dvě schůzky s carem Ferdinandem (Alexandr Stambolijský , ,Zahraniční představitelstvo bulharského zemědělského národního svazu, 1924)
- Co jsem spatřil v Bulharsku? (A. Koršunov, V Praze, Zemledelsko-Zname, 1925)
- Turecké povídky / ze sbírek Jakoba Kadry a Achmeda Hikmeta ; přeložil a úvodem o turecké literatuře opatřil J.V. Šmejkal Kadry, Jakob Praha : Al. Synek, 1927?)
- Vzpomínky na harém sultanů tureckých (Lejla hanum ; ze "Vzpomínek" své matky vybral a předmluvou opatřil její syn Jusuf Razi, z turečtiny do francouzštiny přeložil a úvodem opatřil Claude Farrère, do češtiny přeložil Jaromír V. Šmejkal], Praha, J. Otto, 1927)
- Případ okouzlujícího zjevení (Erle Stanley Gardner, Plzeň, Perseus, 1994)

### Filmografie
Jaromír Václav Šmejkal byl autorem textů písní filmů (viz Texty k hudebninám):
- Diagnosa X (1933), režie: Leo Marten, zpěv: Adina Mandlová, hudba Josef Stalibský
- Lízin let do nebe (1937), režie Václav Binovec, zpěv Zdenka Sulanová